# Laski (powiat warszawski zachodni)
Laski – wieś w Polsce, położona w województwie mazowieckim, w powiecie warszawskim zachodnim, w gminie Izabelin. Ma status sołectwa. Leży na skraju Puszczy Kampinoskiej.
W latach 1954–1959 wieś należała i była siedzibą władz gromady Laski, po jej zniesieniu w gromadzie Izabelin. W latach 1975–1998 wieś należała administracyjnie do województwa warszawskiego. Do Lasek można dojechać podwarszawskim autobusem 210 (do centrum handlowego)

## Integralne części wsi
| SIMC    | Nazwa           | Rodzaj    |
| ------- | --------------- | --------- |
| 0008852 | Ciechowszczyzna | część wsi |
| 1063050 | Laski-Dąbrowa   | część wsi |
| 0008869 | Opaleń          | część wsi |

## Historia

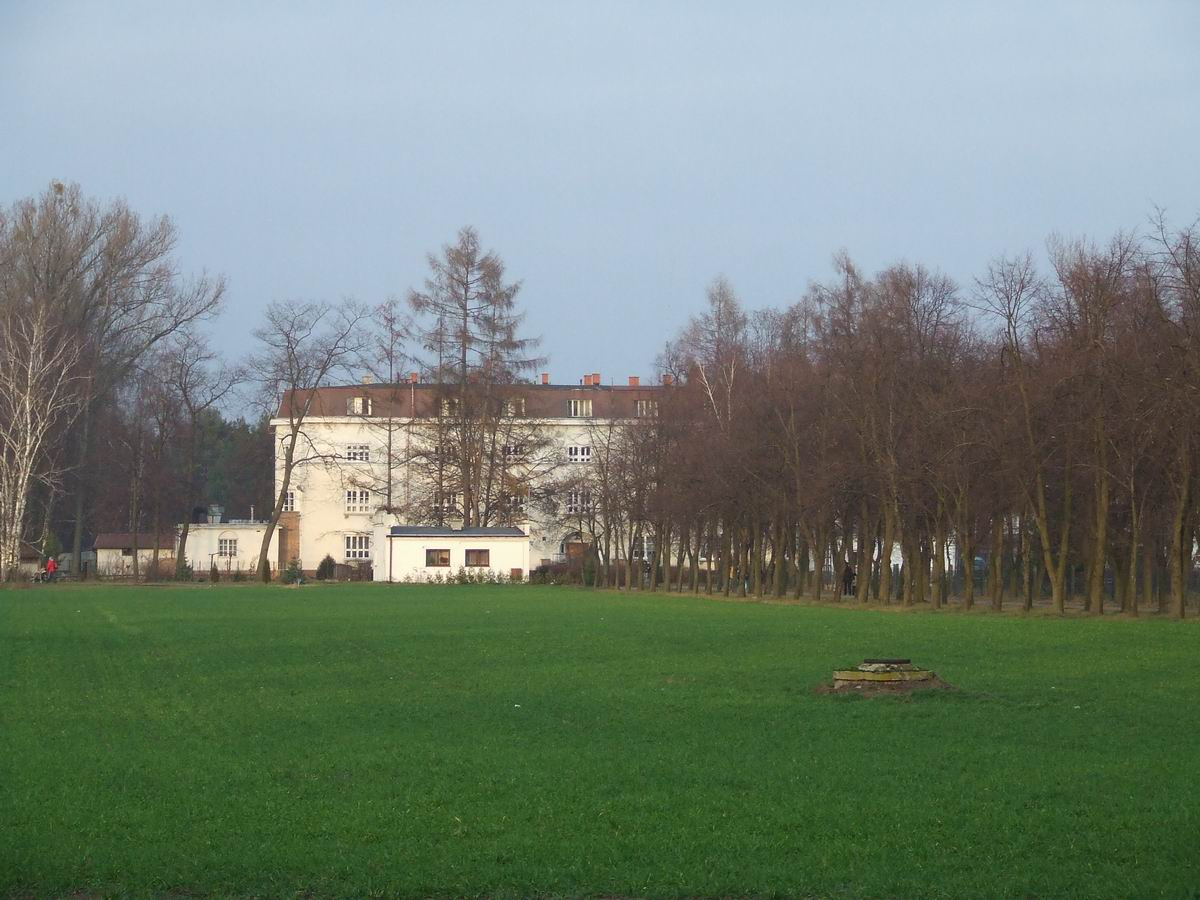
Internat chłopców w Laskach

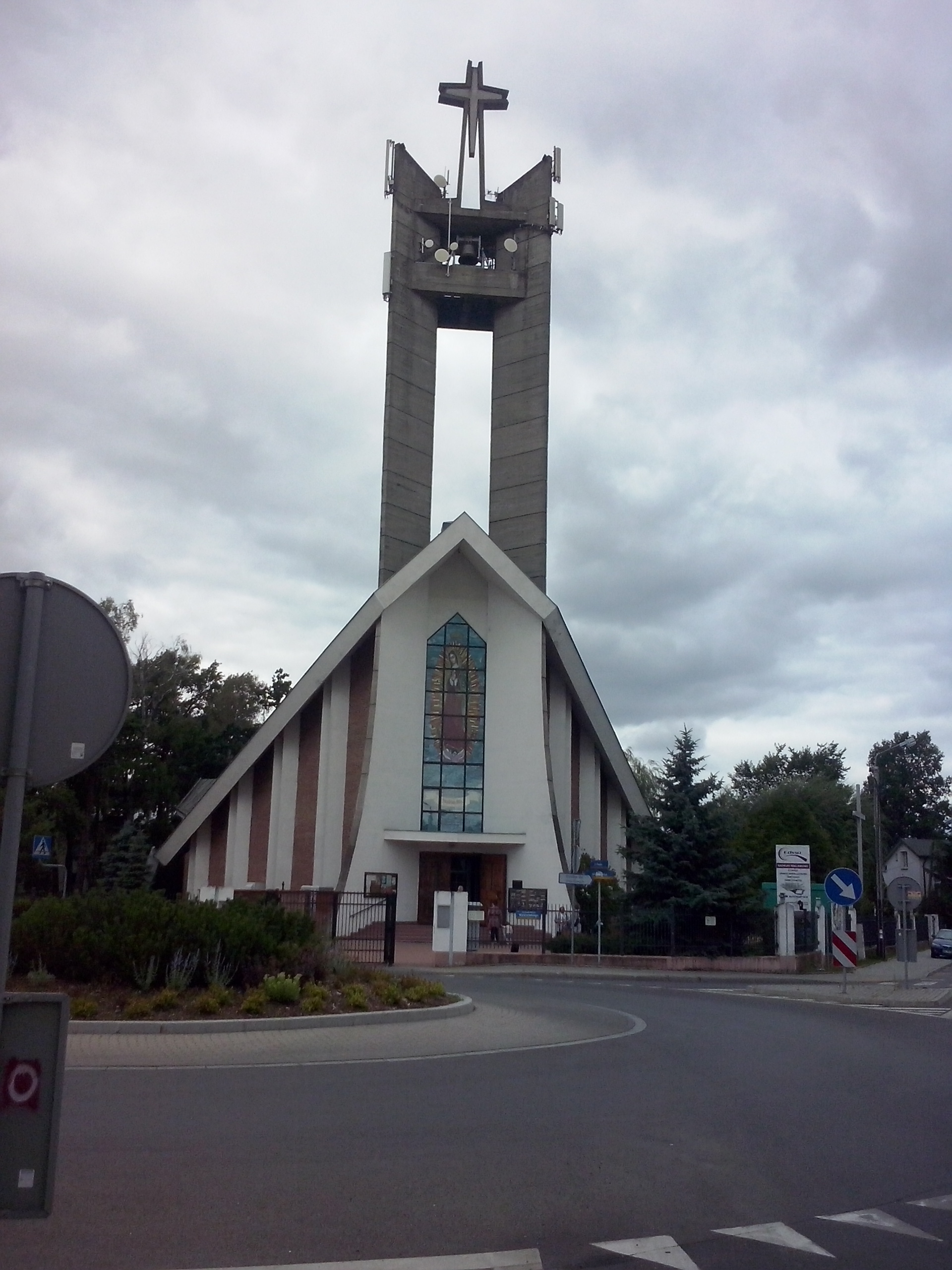
Kościół Matki Bożej Królowej Meksyku

Nazwa wywodzi się od leszczyny (inaczej laska). Wieś powstała na terenie wyciętego lasu przy dworze rodziny Daszewskich na początku XVIII w. Na początku XX w. duży teren folwarku został przekazany przez spadkobierczynię majątku matkę Elżbietę Czacką Zakładowi dla Ociemniałych Dzieci, prowadzonym przez Towarzystwo Opieki nad Ociemniałymi i siostry franciszkanki służebnice Krzyża. Przed II wojną światową działał tu zakład dla sierot, dom Matki i Dziecka oraz świetlica wojskowa. W czasie wojny działał tu 2 razy szpital wojenny – dla żołnierzy września 1939 i powstania warszawskiego (Zgrupowanie AK Kampinos). W 1942 Niemcy zamordowali w pobliżu wsi 155 osób – w większości Żydów. W okresie wojny Laski były miejscem działania silnej konspiracji. W czasie powstania warszawskiego przebywał tu ks. Stefan Wyszyński, pełniąc funkcję kapelana Grupy AK Kampinos.
Znajdują się tu także cmentarz wojenny ofiar II wojny światowej i cmentarz leśny ludzi związanych z Zakładem dla Ociemniałych.
W Laskach znajdują się również dwa obiekty sakralne:
- Kościół pw. Matki Bożej Królowej Meksyku z lat 80. XX w.,
- Kaplica pw. Matki Bożej Anielskiej z 1925 projektu Łukasza Wolskiego.

## Szlaki turystyczne
- Południowy Szlak Krawędziowy (Kampinos – Granica – Leszno – Laski – Dąbrowa Leśna) 49,8 km
- Podwarszawski Szlak Pamięci (Laski – Wólka Węglowa) 11,7 km
- Szlak Przechadzkowy (Izabelin – Laski – Wólka Węglowa) 7,3 km
- Kampinoski Szlak Rowerowy (wokół KPN) 144,5 km
- Lokalny Szlak Powiatu Warszawskiego Zachodniego